# Koločep
Koločep oder Kalamota ist eine Insel in der kroatischen Gespanschaft Dubrovnik-Neretva und Teil der Elaphiten. Westlich der Insel befindet sich Lopud. An der engsten Stelle des Koločep-Kanals beträgt der Abstand zum Festland 1 km.

## Allgemein
Die Insel beherbergt zwei Siedlungen: Gornje Čelo und Donje Čelo. Die Siedlungen sind durch eine Straße verbunden, auf der allerdings mangels Breite keine Kraftfahrzeuge verkehren können, also dient die Straße als reiner Fußgängerweg. Die Insel wird von Schiffen der Reederei Jadrolinija regelmäßig angefahren und ist so mit Dubrovnik verbunden. Die Bevölkerung setzt sich hauptsächlich aus Kroaten zusammen, wobei diese im Wesentlichen vom Tourismus in der Hauptsaison und vom Fischfang leben. Es befindet sich ein Erwachsenenhotel auf der Insel, zudem bieten viele Einheimische Appartements an.

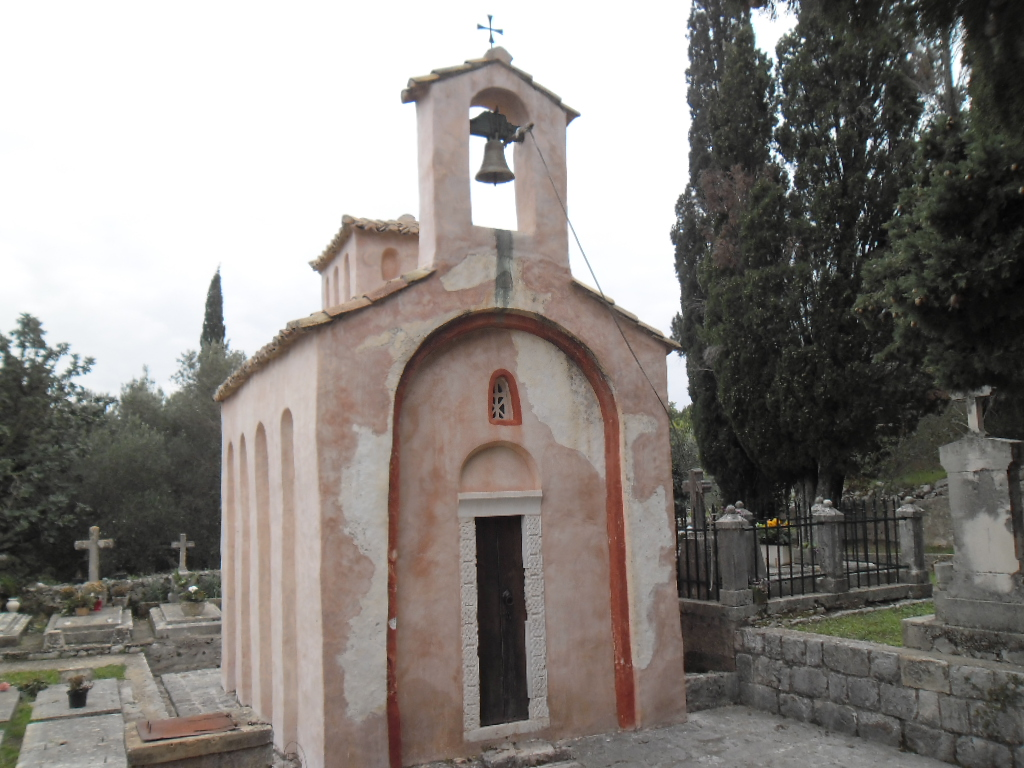
Kirche von Donje Čelo
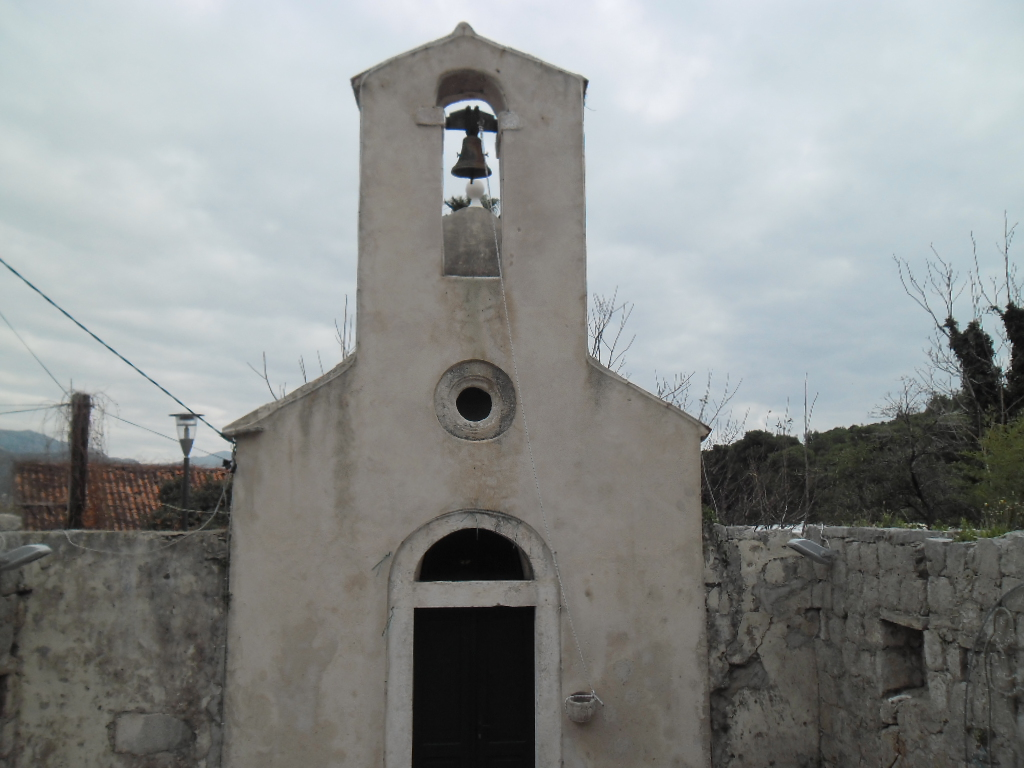
Kirche von Gornje Čelo
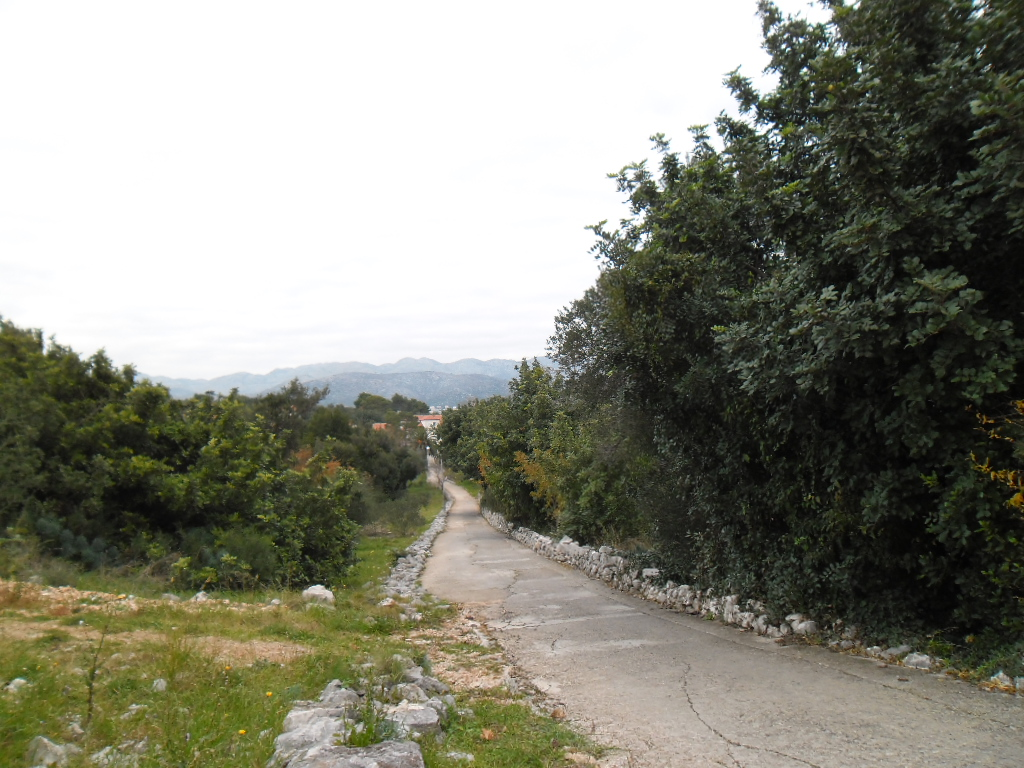
Straße zwischen den Orten
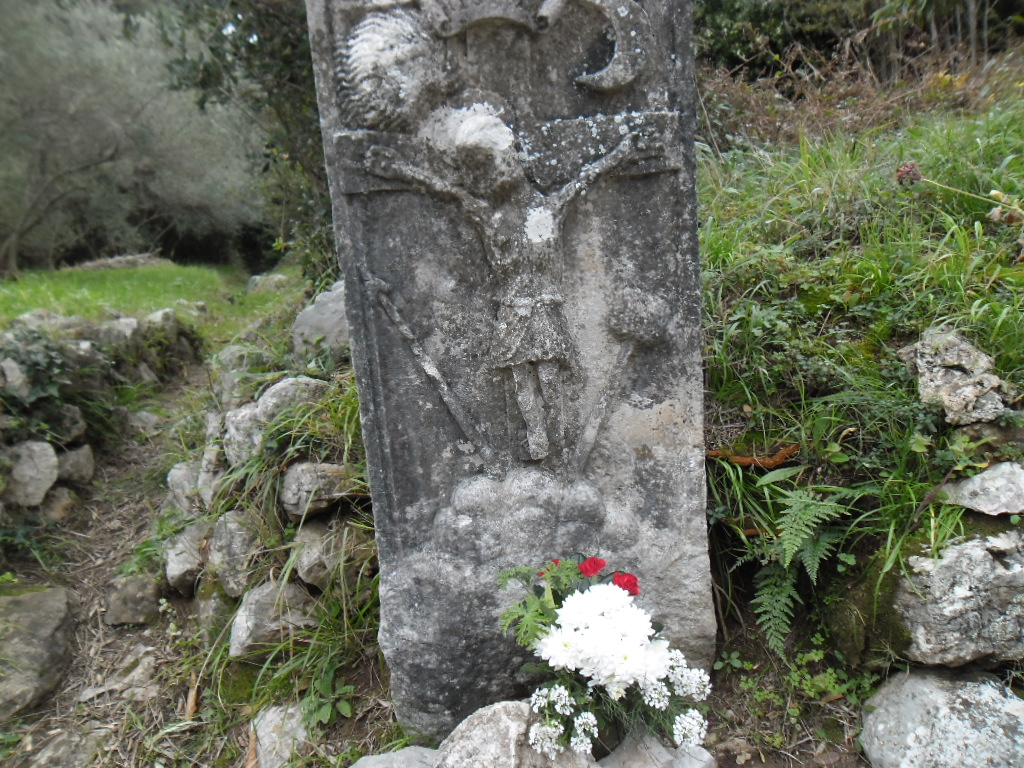
Wegekreuz
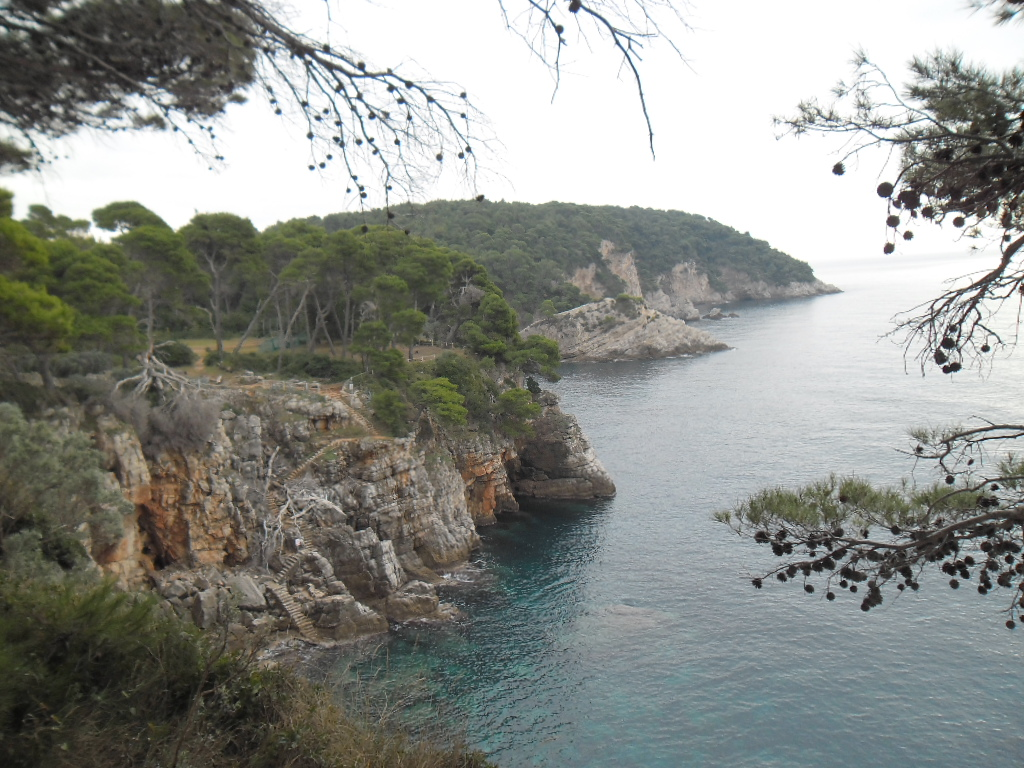
Steilküste
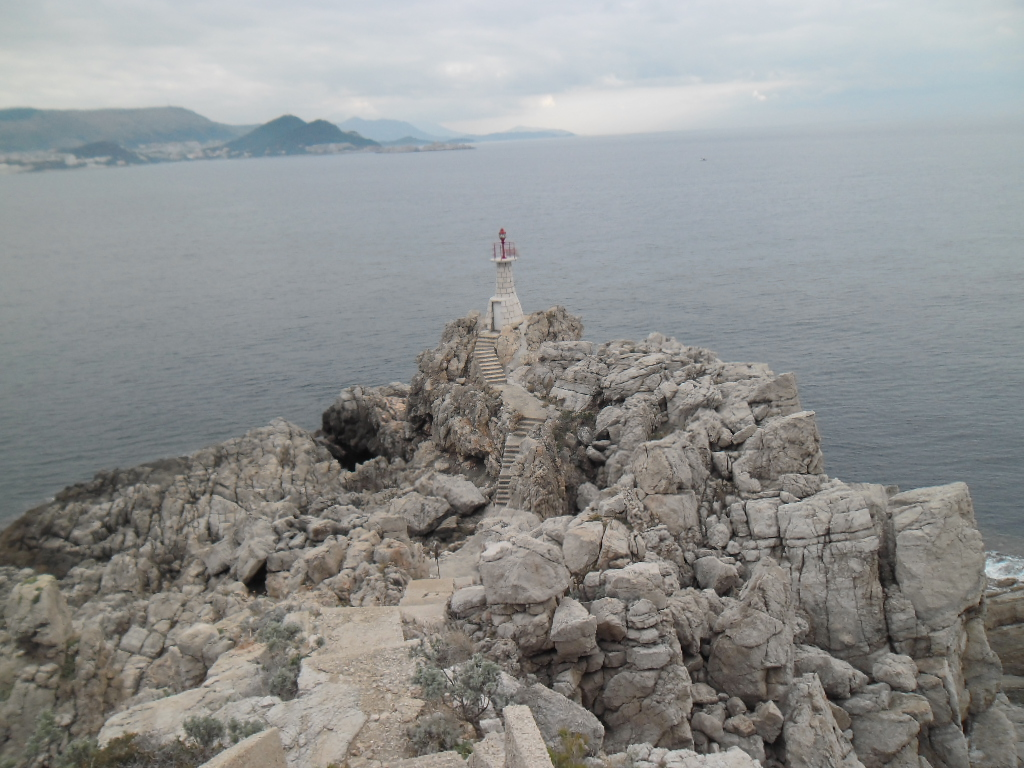
Leuchtfeuer
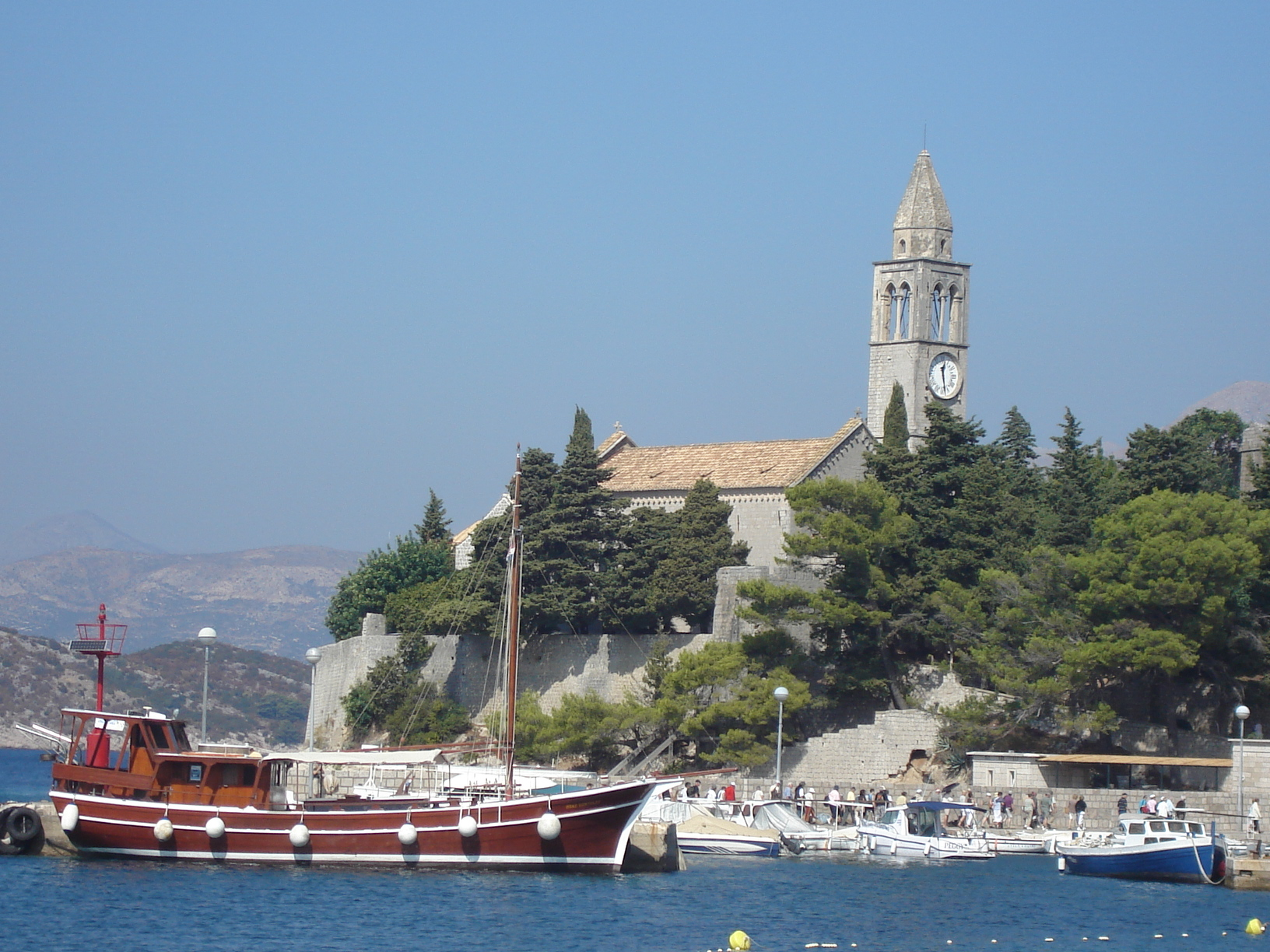
Die Nachbarinsel Lopud